# Cerodontha rozkosnyi
Cerodontha rozkosnyi är en tvåvingeart som beskrevs av Cerny 2007. Cerodontha rozkosnyi ingår i släktet Cerodontha och familjen minerarflugor.
Artens utbredningsområde är Tjeckien. Inga underarter finns listade i Catalogue of Life.